# Alfons Du Bois
Alfons Jozef Edgard Du Bois, né le 16 février 1878 à Lebbeke et y décédé le 17 janvier 1959 fut un homme politique belge catholique. 
Du Bois fut brasseur.
Il fut élu conseiller communal (1926-) et bourgmestre de Lebbeke; sénateur de l'arrondissement de Termonde-Saint-Nicolas (1937-39), en suppléance de Florent Beeckx et (1944-46) en suppléance de Joris De Vos.